# 티스테드시

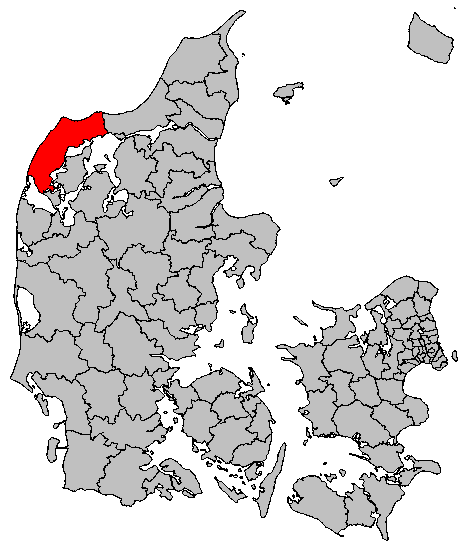
티스테드시의 위치

티스테드시(덴마크어: Thisted Kommune)는 덴마크 북윌란 지역에 위치한 지방 자치체로 행정 중심지는 티스테드이며 면적은 1,072km2, 인구는 45,549명(2008년 기준)이다. 벤쉬셀튀섬 서부 연안에 위치한다.